# Kanton Aigrefeuille-d'Aunis
Kanton Aigrefeuille-d'Aunis (fr. Canton d'Aigrefeuille-d'Aunis) je francouzský kanton v departementu Charente-Maritime v regionu Poitou-Charentes.

## Obce kantonu
- Chambon
- Aigrefeuille-d'Aunis
- Ardillières
- Ballon
- Bouhet
- Ciré-d'Aunis
- Forges
- Landrais
- Thairé
- Le Thou
- Virson